# Sidaurip (Gandrungmangu)
Sidaurip is een bestuurslaag in het regentschap Cilacap van de provincie Midden-Java, Indonesië. Sidaurip telt 6011 inwoners (volkstelling 2010).